# Soymida febrifuga
Soymida febrifuga är en tvåhjärtbladig växtart som först beskrevs av William Roxburgh, och fick sitt nu gällande namn av Antoine Laurent de Jussieu. Soymida febrifuga ingår i släktet Soymida och familjen Meliaceae. Inga underarter finns listade i Catalogue of Life.